# Friedrich Christoph Schlosser
Pour les articles homonymes, voir Schlosser.
Friedrich Christoph Schlosser (1776-1861) est un historien allemand.

## Biographie

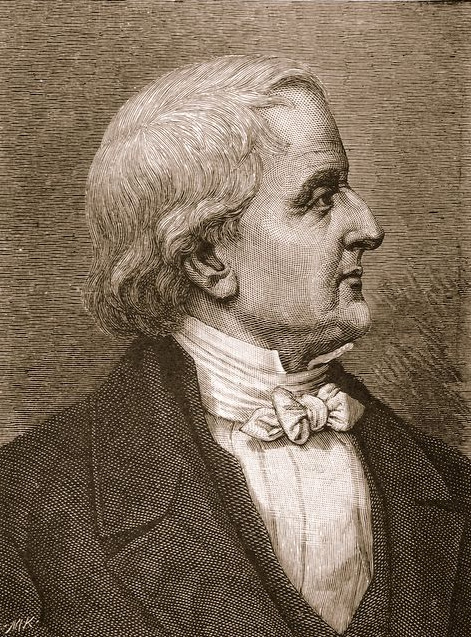
Friedrich Christoph Schlosser

Né à Jever, il étudie la théologie, principalement à Gottingue. Il devient pasteur avant de se vouer à l'enseignement. Il gagne les faveurs de l'archevêque et prince-électeur de Mayence Charles-Théodore de Dalberg qui le nomme professeur au lycée Lessing de Francfort-sur-le-Main de 1810 à 1819. Il quitte Francfort en 1819 et devient professeur d'histoire à l'Université de Heidelberg, poste qu'il occupe presque jusqu'à sa mort.

## Œuvres
- Histoire universelle (Weltgeschichte in zusammenhängender Erzählung), qui parait à partir de 1815 jusqu'en 1841 sans être achevée.
- Histoire du XVIIIe siècle (Geschichte des 18ten Jahrhunderts), 1823.Cet ouvrage, remanié et enrichi, a été réédité en 6 volumes entre 1836 et 1848 sous le titre Geschichte des 18ten Jahrhunderts und des 19ten bis zum Sturz des französischen Kaiserreichs. Cette histoire a connu un grand succès, non pas pour des raisons scientifiques, mais grâce aux jugements que Schlosser y portait sur les hommes et les évènements, qui rencontraient les sentiments du peuple allemand à cette époque.
- Histoire universelle de l'Antiquité (Universalhistorische Übersicht der Geschichte der alten Welt und ihrer Kultur), la première partie paraît en 1826 ; la seconde en 1834.Cet ouvrage, qui présente la marche de la civilisation, non seulement chez les nations connues des Grecs et des Romains, mais aussi dans l'Inde et la Chine, a été remarqué par grâce à son ampleur et à son style, même si l'auteur n'y applique pas la critique des sources telles qu'elle a été développée par Wolf et Niebuhr. Il a été traduit en français par Golbéry.

- Madame de Staël et Madame Roland, ou parallèle entre ces deux dames en présence de quelques évènements de la Révolution, Paris, Janet et Cotelle, 1830.

- Histoire universelle du peuple allemand (Weltgeschichte für das deutsche Volk), 1844-1857.Ouvrage qui rencontra les mêmes faveurs du public.